# ستاد دوديلانج
ستاد دوديلانج هو نادي لكرة القدم من دوديلانج، في جنوب لوكسمبورغ. أصبح الآن جزءًا من إف 91 دوديلانج ، الذي تم إنشاؤه بواسطة دمج ستاد وأليانز دوديلانج و يو إس دوديلانج في عام 1991.
كان ستاد أحد أكثر الأندية نجاحًا في البلاد، حيث فاز بـ 10 بطولات للدوري الوطني وأربعة ألقاب لكأس لوكسمبورغ. في ذروته في أواخر الأربعينات، فاز ستاد بأربعة ألقاب متتالية في دوري الدرجة الوطنية. بما في ذلك بطولتين فازت بهما قبل مقاطعة الحرب العالمية الثانية، فقد فاز ستاد بسلسلة من ستة ألقاب متتالية، وهو إنجاز لم يسبق له مثيل.
خلال الحرب العالمية الثانية، تم ضم لوكسمبورغ من قبل ألمانيا وأصبح النادي جزءًا من مسابقة كرة القدم الألمانية.